# Thanatus sepiacolor
Thanatus sepiacolor es una especie de araña cangrejo del género Thanatus, familia Philodromidae. Fue descrita científicamente por Levy en 1999.

## Distribución
Esta especie se encuentra en Israel y Emiratos Árabes Unidos.